# Перелік книг про Новий Орлеан
Серед авторів, які неодноразово або часто використовували Новий Орлеан, як місце своїх фантазій, були Джеймс Лі Бурк, Поппі Зет. Брайт, Трумен Капоте, Ненсі Ей. Коллінс, Барбара Гемблі, Лафкадіо Гірн, Френцес Паркінсон Кіс, Кетлін Ребека Кірнан, Енн Райс, Джеймс Салліс, Джулі Сміт, Елекзандріа Вайс. Найвидатнішим романом про місто можна назвати роман лауреата Пулітцерівської премії Джона Кеннеді Тула «Конфедерація йолопів» 1980 року.

## Перелік книг за хронологією
| Рік  | Назва/оригінальна назва | Автор                           | Примітки/обкладинка |
| ---- | --- | ------------------------------- | --- |
| 1731 | Історія кавалера де Гріє та Манон Леско/L'Histoire du chevalier des Grieux et de Manon Lescaut                                        | Антуан Франсуа Прево            | В одній з глав книги описується рання французька колонія на місці Нового Орлеана                                                                                  |
| 1880 | Історія креольського життя/The Grandissimes: A Story of Creole Life                                                                   | Джордж Вашинґтон Кебл           | |
| 1883 | Життя на Міссіссіппі/Life on the Mississippi                                                                                          | Марк Твен                       | Новому Орлеанові присвячено Главу XLI: «Метрополія Півдня» |
| 1888 | Пан Мотті/Monsieur Motte | Ґрейс Кінґ                      | |
| 1895 | Фіалки та інші казки/Violets and Other Tales                                                                                          | Еліс Данбер Нельсон             | |
| 1899 | Прокидання/The Awakening | Кейт Чопін                      | |
| 1899 | Милість святого Роске та інші оповідання/The Goodness of Saint Rocque and Other Stories                                               | Еліс Данбер Нельсон             | |
| 1921 | Пол Мерченд, F.M.C./Paul Marchand, F.M.C.                                                                                             | Чарльз Чеснатт                  | |
| 1927 | Москіти/Mosquitoes | Вільям Фолкнер                  | |
| 1935 | Пілон/Pylon | Вільям Фолкнер                  | Події роману розвиваються в місті Новий Валуа, прообразом якого виступає Новий Орлеан                                                                             |
| 1935 | Мули та люди/Mules and Men | Зора Ніл Гарстон                | |
| 1935 | Всесвітня історія підлоти/Historia universal de la infamia                                                                            | Хорхе Луїс Борхес               | Події оповідання "Жорстокий визволитель Лазарус Морель" відбуваються на річці Міссісіпі, в тому числі й у Новому Орлеані.                                         |
| 1936 | Віднесені вітром/Gone with the Wind                                                                                                   | Маргарет Мітчелл                | Новий Орлеан виступає місцем, де Ретт та Скарлетт проводять медовий місяць                                                                                        |
| 1942 | Карнавал півмісяця/Crescent Carnival                                                                                                  | Френцес Паркінсон Кіс           | |
| 1948 | Вечеря в Антуана/Dinner at Antoine's                                                                                                  | Френцес Паркінсон Кіс           | |
| 1953 | Джанкі/Junkie | Вільям Барроуз                  | |
| 1956 | Прогулянка дикою стороною/A Walk on the Wild Side                                                                                     | Нельсон Елґрен                  | За романом було знято однойменний фільм 1962 року |
| 1967 | Дзеркальна зала/A Hall of Mirrors | Роберт Стоун                    | |
| 1976 | Інтерв'ю з вампіром/Interview with the Vampire                                                                                        | Енн Райс                        | Перша книга серії романів «Хроніки вампірів» |
| 1979 | День всіх святих/The Feast of All Saints                                                                                              | Енн Райс                        | |
| 1980 | Конфедерація йолопів/A Confederacy of Dunces                                                                                          | Джон Кеннеді Тул                | |
| 1984 | Місто півмісяця/Crescent City | Белва Плейн                     | |
| 1984 | Аромат джиттербаґ/Jitterbug Perfume                                                                                                   | Том Роббінс                     | Зображується сучасний Новий Орлеан як один з чотирьох видатних міст (серед яких Богемія VIII століття, сучасний Сієтл та сучасний Париж)                          |
| 1985 | Вампір Лестат/The Vampire Lestat | Енн Райс                        | Друга книга серії романів «Хроніки вампірів» |
| 1987 | Неоновий дощ/Neon Rain | Джеймс Лі Бурк                  | Перша книга з серії романів про Дейва Робішо |
| 1988 | Королева проклятих/The Queen of the Damned                                                                                            | Енн Райс                        | Третя книга серії романів «Хроніки вампірів» |
| 1988 | Небесні в'язні/Heaven's Prisoners | Джеймс Лі Бурк                  | Друга книга з серії романів про Дейва Робішо |
| 1989 | Блюз чорної вишні/Black Cherry Blues                                                                                                  | Джеймс Лі Бурк                  | Третя книга з серії романів про Дейва Робішо |
| 1990 | Час відьом/The Witching Hour | Енн Райс                        | Перша книга з серії романів «Життя відьом з Мейфейру» |
| 1990 | Ранок для фламінго/A Morning for Flamingos                                                                                            | Джеймс Лі Бурк                  | Четверта книга з серії романів про Дейва Робішо |
| 1990 | Жалоба Нового Орлеана/New Orleans Mourning                                                                                            | Джулі Сміт                      | Має продовження |
| 1992 | Справа пеліканів/The Pelican Brief | Джон Грішем                     | |
| 1992 | Історія викрадача тіл/The Tale of the Body Thief                                                                                      | Енн Райс                        | Четверта книга серії романів «Хроніки вампірів» |
| 1992 | Правдиві ілюзії/Honest Illusions | Нора Робертс                    | |
| 1992 | Довгонога муха/The Long-Legged Fly | Джеймс Салліс                   | Перша книга з серії романів «Лью Ґріффін» |
| 1992 | Біле сяйво на вітражах/A Stained White Radiance                                                                                       | Джеймс Лі Бурк                  | П'ята книга з серії романів про Дейва Робішо |
| 1993 | Клієнт/The Client | Джон Грішем                     | |
| 1993 | Лешер/Lasher | Енн Райс                        | Друга книга з серії романів «Життя відьом з Мейфейру» |
| 1993 | Моль/Moth | Джеймс Салліс                   | Друга книга з серії романів «Лью Ґріффін» |
| 1993 | Любитель кіно/The Moviegoer | Волкер Персі                    | 1962 року книга отримала Національну книжкову премію |
| 1993 | В електричному тумані з мертвим конфедератом/In the Electric Mist with Confederate Dead                                               | Джеймс Лі Бурк                  | Шоста книга з серії романів про Дейва Робішо |
| 1993 | Мрії вуду/Voodoo Dreams | Джевелл Паркер Родс             | |
| 1993 | Сезон вуду/Voodoo Season | Джевелл Паркер Родс             | |
| 1994 | Талтос/Taltos | Енн Райс                        | Третя книга з серії романів «Життя відьом з Мейфейру» |
| 1994 | Чорний шершень/Black Hornet | Джеймс Салліс                   | Третя книга з серії романів «Лью Ґріффін» |
| 1994 | Діксі Сіті джем/Dixie City Jam | Джеймс Лі Бурк                  | Сьома книга з серії романів про Дейва Робішо |
| 1995 | Мемнох-диявол/Memnoch the Devil | Енн Райс                        | П'ята книга серії романів «Хроніки вампірів» |
| 1995 | Палаючий янгол/Burning Angel | Джеймс Лі Бурк                  | Восьма книга з серії романів про Дейва Робішо |
| 1995 | Магнітола з Кадиллаку/Cadillac Jukebox                                                                                                | Джеймс Лі Бурк                  | Дев'ята книга з серії романів про Дейва Робішо |
| 1997 | Вільна чорна людина/A Free Man of Color                                                                                               | Барбара Гемблі                  | Перша книга серії романів про Бенджаміна Дженуарі |
| 1997 | Око цвіркуна/Eye of the Cricket | Джеймс Салліс                   | Четверта книга з серії романів «Лью Ґріффін» |
| 1998 | Сезон лихоманки/Fever Season | Барбара Гемблі                  | Друга книга серії романів про Бенджаміна Дженуарі |
| 1998 | Вампір Арман/The Vampire Armand | Енн Райс                        | Шоста книга серії романів «Хроніки вампірів» |
| 1998 | Обмежений захід сонця/Sunset Limited                                                                                                  | Джеймс Лі Бурк                  | Десята книга з серії романів про Дейва Робішо |
| 1999 | Кладовище пороху/Graveyard Dust | Барбара Гемблі                  | Третя книга серії романів про Бенджаміна Дженуарі |
| 1999 | Волошка/Bluebottle | Джеймс Салліс                   | П'ята книга з серії романів «Лью Ґріффін» |
| 2000 | Густина душ/A Density of Souls | Крістофер Райс                  | |
| 2000 | Продано вниз по річці/Sold Down the River                                                                                             | Барбара Гемблі                  | Четверта книга серії романів про Бенджаміна Дженуарі |
| 2000 | Меррік/Merrick | Енн Райс                        | Сьома книга серії романів «Хроніки вампірів» |
| 2000 | Довгонога муха/Моль. Повне зібрання творів/The Long-Legged Fly/Moth Omnibus Edition                                                   | Джеймс Салліс                   | П'ята книга з серії романів «Лью Ґріффін» |
| 2000 | Пурпурова очеретяна дорога/Purple Cane Road                                                                                           | Джеймс Лі Бурк                  | Одинадцята книга з серії романів про Дейва Робішо |
| 2001 | В погоні за хвостом диявола/Chasing the Devil's Tail                                                                                  | Девід Фалмер                    | Джазові містерії |
| 2001 | Помри після поцілунку/Die upon a Kiss                                                                                                 | Барбара Гемблі                  | П'ята книга серії романів про Бенджаміна Дженуарі |
| 2001 | Кров та золото/Blood and Gold | Енн Райс                        | Восьма книга серії романів «Хроніки вампірів» |
| 2001 | Місячна Дельта/Midnight Bayou | Нора Робертс                    | |
| 2001 | Блошиний привид/Ghost of a Flea | Джеймс Салліс                   | Шоста книга з серії романів «Лью Ґріффін» |
| 2002 | Волога могила/Wet Grave | Барбара Гемблі                  | Шоста книга серії романів про Бенджаміна Дженуарі |
| 2002 | Ферма Блеквуда/Blackwood Farm | Енн Райс                        | Дев'ята книга серії романів «Хроніки вампірів» |
| 2002 | Стрибок Джолі Блона/Jolie Blon's Bounce                                                                                               | Джеймс Лі Бурк                  | Дванадцята книга з серії романів про Дейва Робішо |
| 2003 | Кришталеве місто/The Crystal City | Орсон Скотт Кард                | Роман побудований на альтернативній історії. За ним Новий Орлеан перебуває під контролем іспанців й називається «Нова Барселона» або ж «Барса»                    |
| 2003 | Грубий білий вампірський блюз/Fat White Vampire Blues                                                                                 | Ендрю Фокс                      | Має продовження |
| 2003 | Дні мертвих/Days of the Dead | Барбара Гемблі                  | Сьома книга серії романів про Бенджаміна Дженуарі |
| 2003 | Кривавий гімн/Blood Canticle | Енн Райс                        | Дев'ята книга серії романів «Хроніки вампірів» |
| 2003 | Остання машина до Єлисейських полів/Last Car to Elysian Fields                                                                        | Джеймс Лі Бурк                  | Тринадцята книга з серії романів про Дейва Робішо |
| 2004 | Мертва вода/Dead Water | Барбара Гемблі                  | Восьма книга серії романів про Бенджаміна Дженуарі |
| 2004 | Лікер/Liquor | Поппі Зет. Брайт                | |
| 2005 | Блудний син/Prodigal Son | Дін Кунтц                       | Книга про Франкенштейна |
| 2005 | Місто ночі/City of Night | Кевін Андерсон                  | Книга про Франкенштейна |
| 2005 | Лицарський хрест/Crusader's Cross | Джеймс Лі Бурк                  | Чотирнадцята книга з серії романів про Дейва Робішо |
| 2005 | Офф Меґезін Стріт/Off Magazine Street                                                                                                 | Рональд Еверет Каппс            | За книгою було знято фільм Пісня кохання для Боббі Лонґа (2004 рік)                                                                                               |
| 2005 | Тиха помста/A Quiet Vendetta | Ар. Джей. Еллрой                | |
| 2006 | Фантастичний коханець/Fantasy Lover                                                                                                   | Шеррілін Кенйон                 | Має продовження у серії романів «Темний мисливець» |
| 2006 | Безкоштовно/Libre | Барбара Гемблі                  | Оповідання з серії романів про Бенджаміна Дженуарі. Опубліковано в Ellery Queen's Mystery Magazine в листопаді 2006 року, у номері, присвяченому Новому Орлеанові |
| 2006 | Занепад Пегаса/Pegasus Descending | Джеймс Лі Бурк                  | П'ятнадцята книга з серії романів про Дейва Робішо |
| 2006 | Новий Орлеане, любове моя/New Orleans, Mon Amour                                                                                      | Андрей Кодреску                 | Збірка есеїв та новел |
| 2007 | Там буде і ваше серце/There Shall Your Heart Be Also                                                                                  | Барбара Гемблі                  | Оповідання з серії романів про Бенджаміна Дженуарі. Опубліковано в New Orleans Noir                                                                               |
| 2007 | Оминаючи олов'яний дах/The Tin Roof Blowdown                                                                                          | Джеймс Лі Бурк                  | Шістнадцята книга з серії романів про Дейва Робішо |
| 2007 | Нуар по-новоорлеанськи/New Orleans Noir                                                                                               | Джулі Сміт (редактор-упорядник) | Збірка новел та оповідань різних авторів |
| 2007 | Скасований спокій/Tranquility Denied                                                                                                  | Ей. Сі. Фріден                  | |
| 2008 | Холодна смуга/Cold Streak | Льюїс Елмен                     | |
| 2008 | Пік Лебедя/Swan Peak | Джеймс Лі Бурк                  | Сімнадцята книга з серії романів про Дейва Робішо |
| 2009 | Особи в часі/Faces in Time | Льюїс Елмен                     | |
| 2009 | Мапа моментів/The Map of Moments | Крістофер Ґолден, Тім Леббон    | |
| 2010 | Антивампірська казка/The Anti-Vampire Tale                                                                                            | Льюїс Елмен                     | |
| 2010 | Кофішопні хроніки Нового Орлеана. Частина 1/The Coffee Shop Chronicles of New Orleans — Part 1                                        | Девід Лумміс                    | |
| 2010 | Втрачені душі/Lost Souls | Ед Ґорман                       | Книга про Франкенштейна |
| 2010 | Мертвий і похований/Dead and Buried                                                                                                   | Барбара Гемблі                  | Дев'ята книга серії романів про Бенджаміна Дженуарі |
| 2010 | Час кожній справі під небом/A Time to Every Purpose Under Heaven                                                                      | Барбара Гемблі                  | Оповідання з серії романів про Бенджаміна Дженуарі |
| 2010 | Скляна веселка/The Glass Rainbow | Джеймс Лі Бурк                  | Вісімнадцята книга з серії романів про Дейва Робішо |
| 2011 | Сорочка на його спині/The Shirt On His Back                                                                                           | Барбара Гемблі                  | Десята книга серії романів про Бенджаміна Дженуарі |
| 2011 | Втікачі/Ran Away | Барбара Гемблі                  | Одинадцята книга серії романів про Бенджаміна Дженуарі |
| 2012 | Місісіпі/Misisipi | Майкл Рейлі                     | Кульмінаційні події під час урагану Катріна |
| 2012 | Креольська краса/Creole Belle | Джеймс Лі Бурк                  | Дев'ятнадцята книга з серії романів про Дейва Робішо |
| 2013 | П'ятниця хорошої людини/Good Man Friday                                                                                               | Барбара Гемблі                  | Дванадцята книга серії романів про Бенджаміна Дженуарі |
| 2013 | Світло світу/Light of the World | Джеймс Лі Бурк                  | Двадцята книга з серії романів про Дейва Робішо |
| ?    | Блакитний Місяць над Новим Орлеаном/Blue Moon Over New Orleans                                                                        | Анна Мейголл Мандінґ            | Містичний роман про події в Новому Орлеані після Другої світової війни                                                                                            |
| ?    | Блюз та проблема:Дванадцять історій/Blues and Trouble: Twelve Stories                                                                 | Том П'яцца                      | Події першої новели збірки «Браунсвілль»/«Brownsville» відбуваються в Новому Орлеані                                                                              |
| ?    | Місто притулку/City of Refuge | Том П'яцца                      | |
| ?    | Кларімонд/Clarimonde | Нап'єр Барлетт                  | Включає в себе «Креольську казку»/«Creole tale» та опис міста під час Громадянської війни                                                                         |
| ?    | Вишуканий труп/Exquisite Corpse | Поппі Зет. Брайт                | |
| ?    | Соло в польоті: Нетрадиційна льотчиця долає турбулентність життя/Flying Solo: An Unconventional Aviatrix Navigates Turbulence in Life | Жанетт Воґан                    | |
| ?    | Гроші худу/Hoodoo Money | Шерон Капп Пеннінґтон           | |
| ?    | Пірат Лафітт/Lafitte the Pirate | Лайл Сексон                     | За романом було знято два фільми: Пірат та його рімейк |
| ?    | До моїх почуттів, відновлення, офіри/To My Senses, Recovery, Sacrifice                                                                | Елекзандріа Вайс                | |
| ?    | Побічні ефекти: Любовна історія Нового Орлеана/Side Effects: A New Orleans Love Story                                                 | Петті Фрідменн                  | |
| ?    | Дванадцята ніч/Twelfth Night | Майкл Ллевелін                  | |
| ?    | Без маски/Unmasked | Джорді Ґербіґ                   | |